# Đức Mẹ núi Camêlô

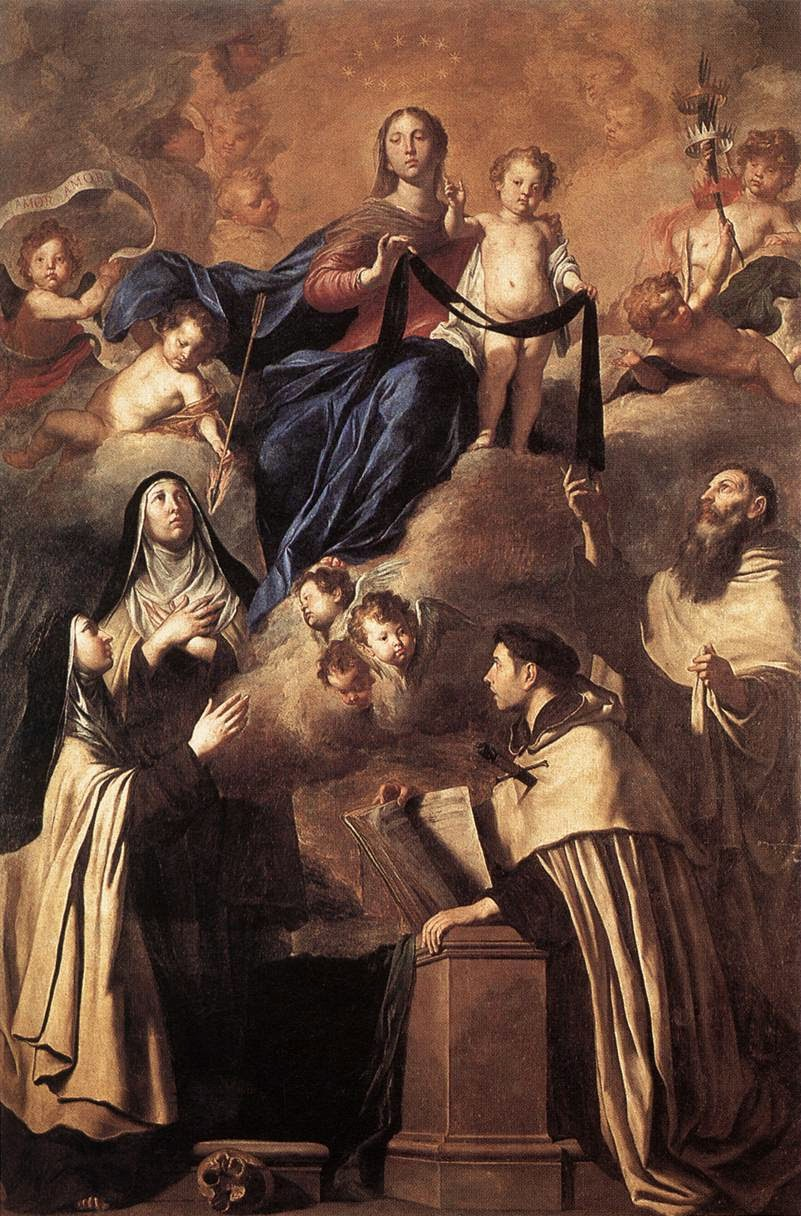
Đức Mẹ núi Camêlô vẽ bởi Pietro Novelli, 1641.

Đức Mẹ núi Camêlô còn được biết đến với tên gọi Đức Mẹ núi Cát Minh là một danh hiệu dành cho Maria trong vai trò là đấng bảo trợ cho Dòng Camêlô. Dòng Camêlô lúc đầu chỉ bao gồm những ẩn sĩ Ki-tô giáo sống trên Núi Camêlô ở Đất Thánh trong thời gian cuối thế kỷ 12 và đầu thế kỷ 13. Họ đã xây dựng một nhà thờ ở đây để dành riêng cho Đức Trinh Nữ, người mà họ tôn sùng là Đấng bảo trợ của nơi này." Đức Mẹ Núi Camêlô cũng là vị thánh bảo trợ của Chile.

## Lịch sử

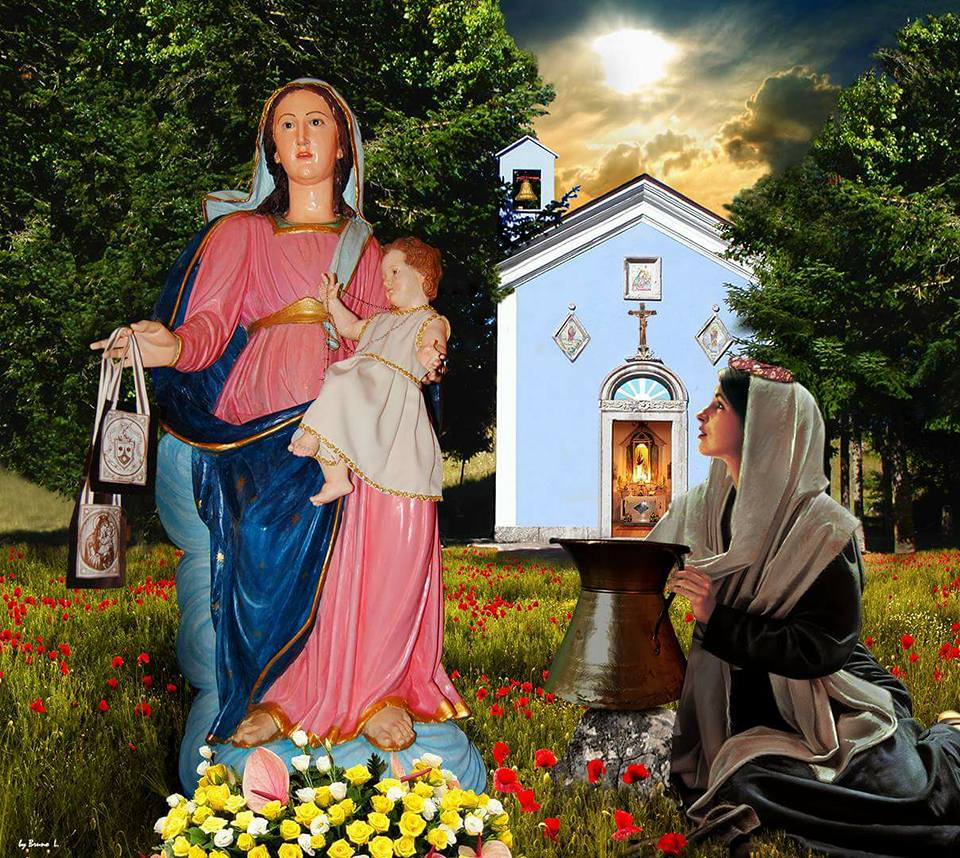
Đức Mẹ núi Camêlô, (Acqaufondata)

Camêlô được coi như ngọn núi thánh. Truyền thống cho rằng đây chính là nơi tiên tri Elia đã lên núi này để bảo vệ niềm tin của mình trong cơn bách hại, cũng như đã đào tạo những tâm hồn trung thành với Thiên Chúa. Sau đó, các ẩn sĩ được lập thành dòng Carmelô tận hiến cho Đức Mẹ và sống đời chiêm niệm. Vào thế kỷ thứ XII, Thượng phụ Giáo chủ Albertô thành Giêrusalem đã qui tụ tất cả thành một nhà dòng, ban hành cho họ một quy luật được Giáo hoàng Hônôriô III chuẩn y năm 1226 . Cũng năm ấy, Giáo hoàng cho phép mừng trọng thể trong dòng lễ Đức Bà Camêlô.
Vì gặp nhiều khó khăn trong giai đoạn Đất thánh bị Hồi giáo chiếm đóng, dòng Carmelô đã di chuyển về Cambridge, nước Anh. Thánh Simon Stock là tu viện trưởng đã kêu xin Đức Mẹ cứu giúp . Bộ áo dòng của các tu sĩ được cho là bắt nguồn từ sự kiện Đức Maria hiện ra ngày 16 tháng 7 năm 1251 với thánh Simon Stock và nói: "Hãy nhận lấy bộ áo dòng này Mẹ ban cho dòng và cho tu sĩ như dấu chỉ của lòng ưu ái và sự săn sóc Mẹ dành cho các con. Đây là dấu hiệu cứu rỗi. Giải thoát mọi hiểm nguy. Ai chết mà mang biểu hiện bình an này, sẽ khỏi bị lửa thiêu đời đời và Mẹ sẽ cứu họ khỏi lửa luyện tội vào ngày thứ bảy sau khi họ qua đời".
Năm 1674, Lễ mừng Maria núi Camêlô lan rộng tới các nước có vua công giáo. Năm 1679, tới các vương quốc Áo, Bồ Đào Nha. Các nước thuộc quyền giáo hoàng mừng lễ này từ năm 1725. Giáo hoàng Biển Đức XIII phổ biến lễ này trong toàn Giáo hội do sắc lệnh ban hành ngày 24 tháng 9 năm 1726. Ngày 15 tháng 5 năm 1892, Giáo hoàng Lêô XIII đã ban đặc ân "Portiuncula" (ơn đại xá cho ai viếng nhà thờ) trong lễ này . Lễ này được mừng trong toàn giáo hội công giáo vào ngày 16 tháng 7 hàng năm.

## Lòng sùng kính Đức Maria của Dòng Camêlô
Các tu sĩ Camêlô nhìn thấy ở Maria một hình mẫu hoàn hảo của đời sống nội tâm, của cầu nguyện và chiêm niệm, một hình mẫu đạo đức, cũng như là người gần gũi nhất với Chúa Giêsu Kitô. Bề trên tổng quyền của Dòng Camêlô, Fernando Millán Romeral, O.Carm viết:"Đức Maria xuất hiện như một người phụ nữ huyền nhiệm. Trong sự thấp hèn và khiêm nhường Mẹ giúp chúng ta thâm nhập vào mầu nhiệm Nhập Thể và Cứu chuộc của con Mẹ". Dòng Camêlô nhìn nhận Maria như một người mẹ thiêng liêng, là đấng bảo trợ và là người chị.
Trong lá thư của hai Bề Trên Tổng Quyền dòng Cát Minh và dòng Cát Minh Cải Tổ nhân dịp kỷ niệm 750 năm ngày Áo Đức Bà Cát Minh, ngày 16 tháng 5 năm 2001 viết:
"Maria, người Mẹ, người Chị và Đấng Bảo Trợ chúng ta, chắc chắn là một trong những quà tặng lớn lao chúng ta đón nhận từ Thiên Chúa và chia sẻ với Hội Thánh. Mẹ là thành phần chính yếu trong gia sản của chúng ta. Trong tất cả các nhánh của gia đình Cát Minh, có một sự quan tâm rộng rãi về việc canh tân thần học và linh đạo, lòng sùng kính và yêu mến đối với Mẹ Maria. Trải qua bao thế kỷ, lòng sùng kính và yêu mến ấy đã được tập trung vào trong chiếc Áo Đức Bà Nâu của dòng Cát Minh...Các thế hệ Cát Minh, từ những thời kỳ đầu cho đến ngày nay, vẫn tìm cách noi gương Mẹ Maria" .

## Kinh cầu Đức Mẹ Camêlô

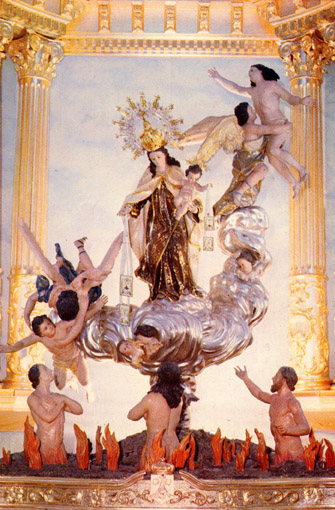
Đức mẹ núi Camêlô với các thiên thần và linh hồn trong luyện ngục, điêu khắc bởi Beniaján (Tây Ban Nha)

"Lạy Maria đầy phúc không mắc tội truyền. Mẹ là vẻ đẹp cùng là vinh hiển Núi Cát Minh. Mẹ lấy lòng từ bi nhân hậu đoái nhìn các kẻ mang áo thánh Mẹ. Xin khấng đoái xem đến con, và che chở con dưới áo Mẹ. Con yếu đuối, xin uy quyền Mẹ nâng đỡ. Xin đức khôn ngoan Mẹ soi sáng tâm trí u ám con. Xin in vào lòng con đức tin cậy và đức mến. Xin hãy dùng thánh sủng và đức hạnh mà trang điểm linh hồn con, để con được chính là con của Mẹ và được Mẹ yêu thương. Xin hãy phù hộ con khi sống và trong giờ lâm chung. Xin Mẹ âu yếm đến viếng thăm và yên ủi con, và dâng trình cho Chúa Ba Ngôi con là con cùng là đầy tớ tận tình của Mẹ hầu con được ngợi khen chúc tụng Mẹ đời đời trên thiên đàng. Amen. Lạy Nữ Vương là xinh đẹp Núi Cát Minh, xin cầu cho chúng con" .
Kinh sau đây cũng được đọc trong Tuần Cửu Nhật Kính Đức Mẹ Núi Cát Minh:
"Hoa xinh Núi Cát Minh, Dây nho mộng sai trái chín, Vinh quang chốn thánh cung,Tỳ nữ làm Mẹ Chúa Con,Ai sánh tày Mẹ. Mẹ, Mẫu trinh dịu hiền, Trên Núi thánh Cát Minh, Thiên ân tay Mẹ thông ban, Soi sáng hướng dẫn đoàn con, Sao Biển rạng ngời"..

## Công bố của Giáo hội

### Đức mẹ núi Camêlô và luyện ngục
Đức mẹ núi Camêlô được xem là người cứu rỗi các linh hồn nơi luyện ngục với tên gọi "Đặc ân ngày thứ Bảy". Truyền thống cho rằng, Đức Mẹ đã hiện ra với Giáo hoàng Gioan XXII truyền dạy phải công bố cho hết những ai mang Áo Đức Mẹ biết: "Ngày thứ Bảy đầu tiên sau khi họ từ trần, họ sẽ được cứu thoát khỏi luyện ngục". "Đặc ân ngày thứ Bảy" đã được nhiều Giáo hoàng công nhận: Piô V, Giáo hoàng Grêgôriô VIII, Phaolô V. Giáo hoàng Piô XII cũng nói: "Mẹ rất dịu hiền không trì hoãn nhưng sớm bao nhiêu có thể, cầu bầu cùng Thiên Chúa sớm mở cửa Thiên Đàng cho con cái của Mẹ phải đền bồi tội lỗi trong luyện ngục trong đặc ân ngày thứ Bảy mà Mẹ đã phán hứa".

## Hình ảnh

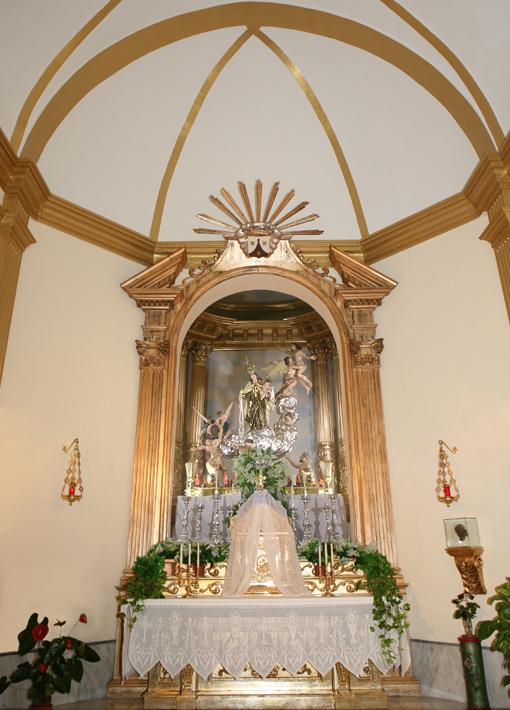
Beniaján, Tây Ban Nha.
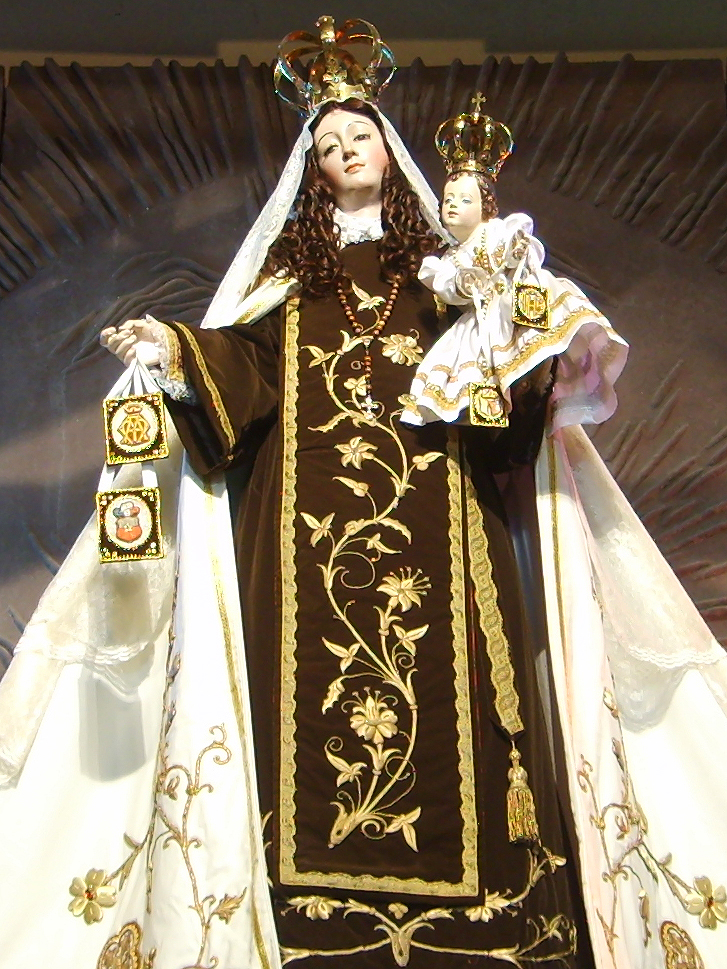
Chile
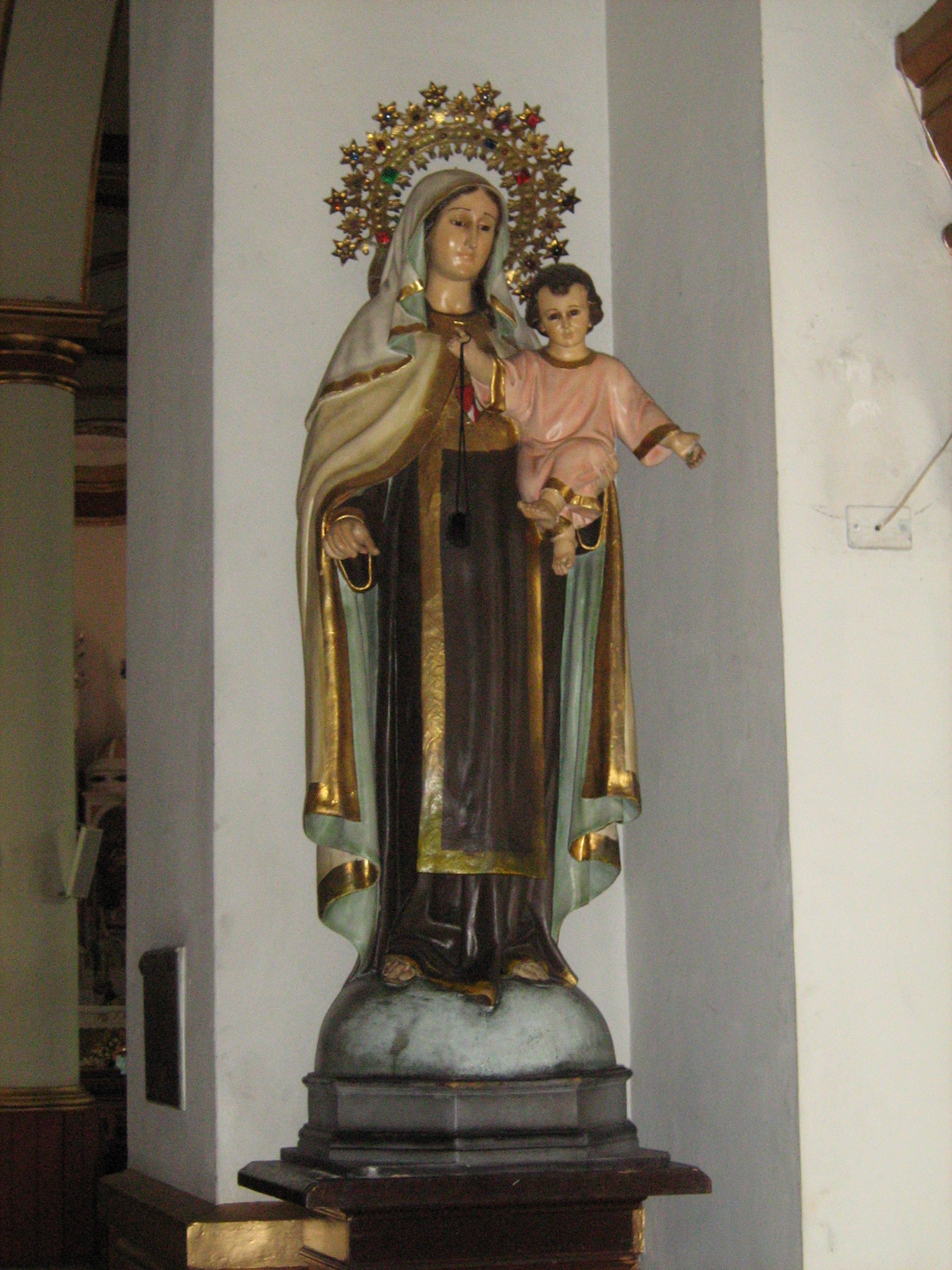
Medellín, Colombia
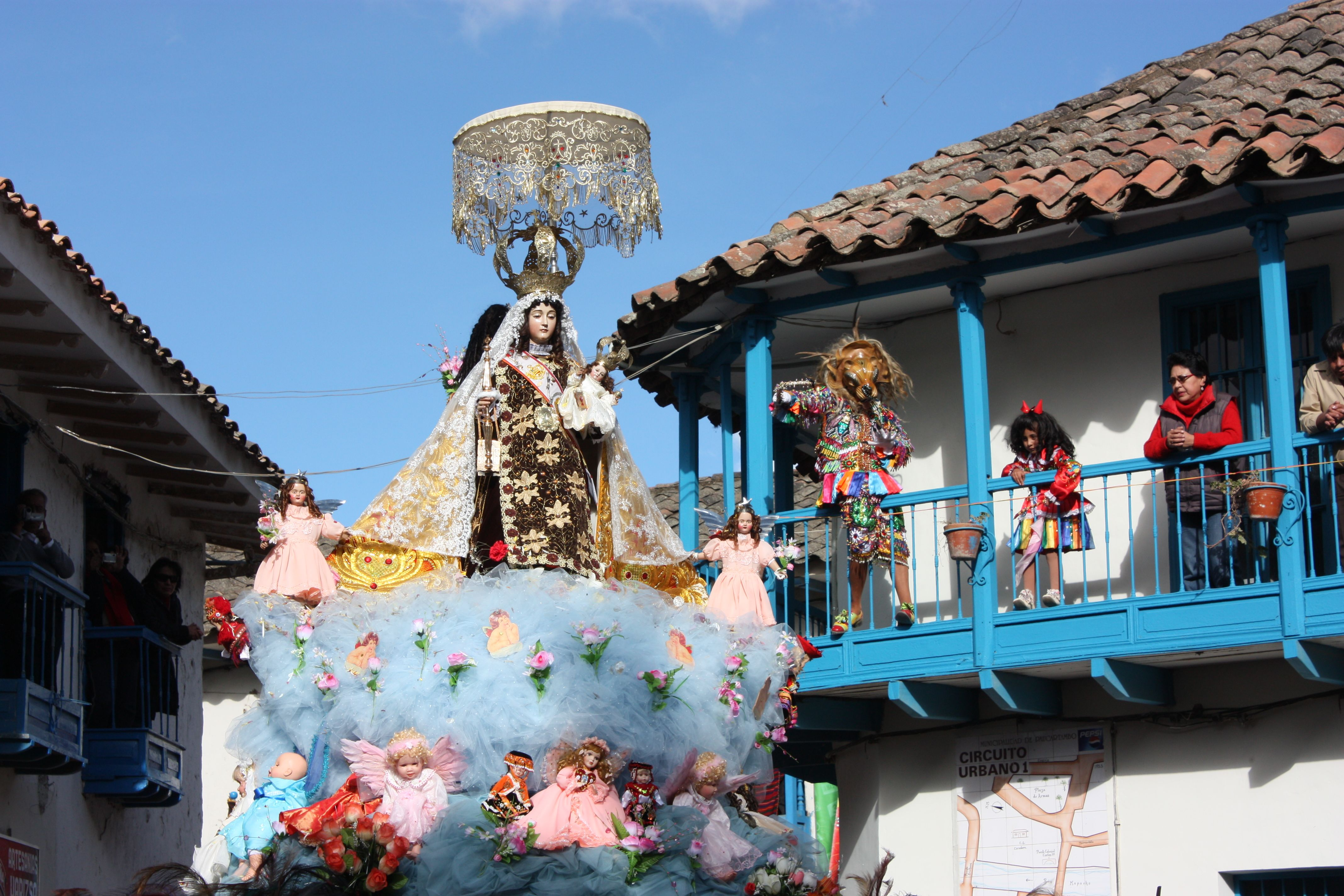
Paucartambo, Pêru
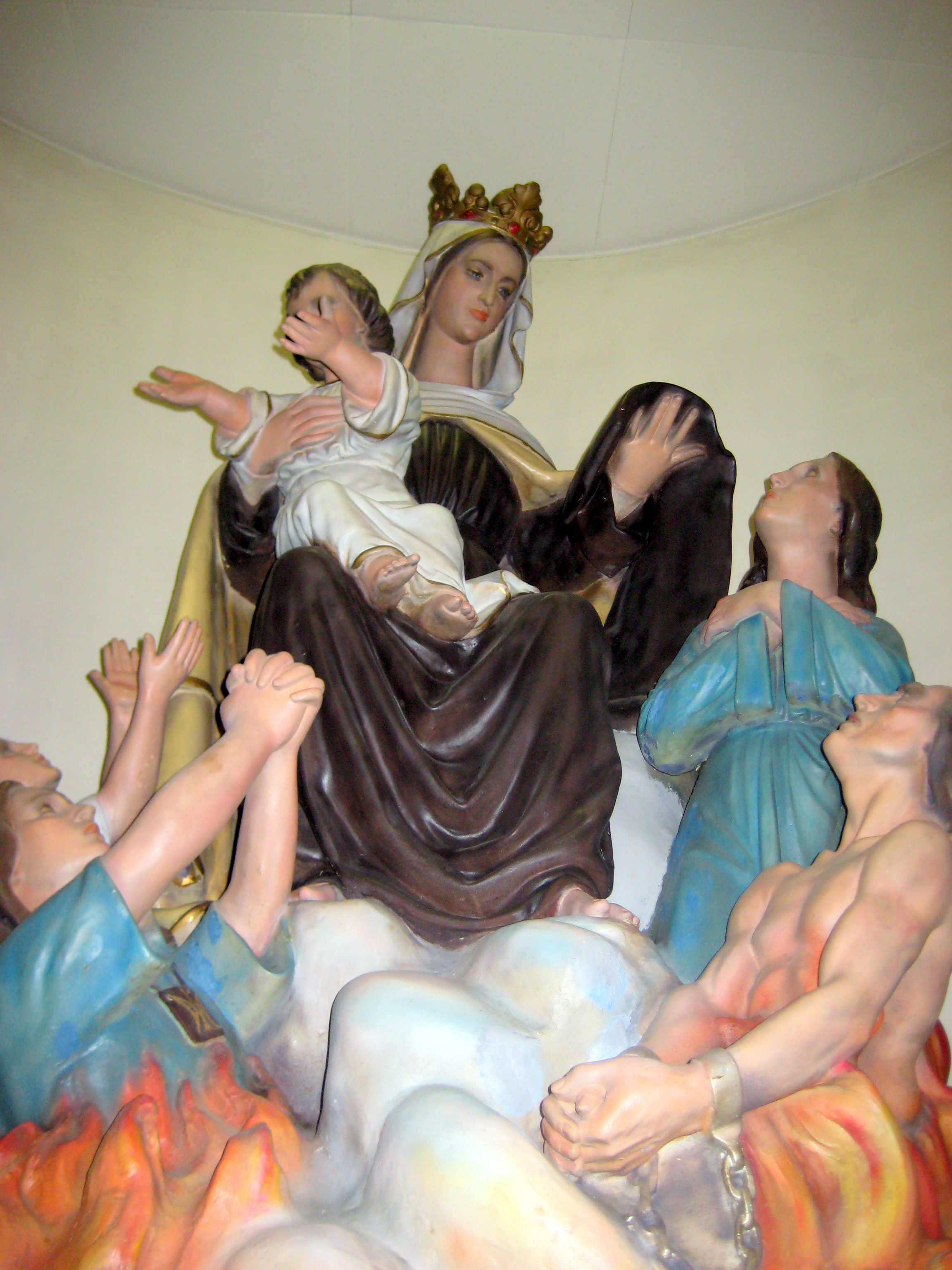
Boston, USA
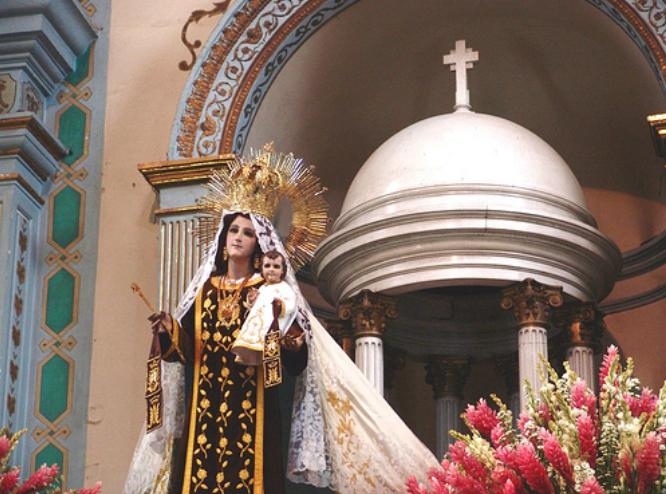
Oaxaca, México
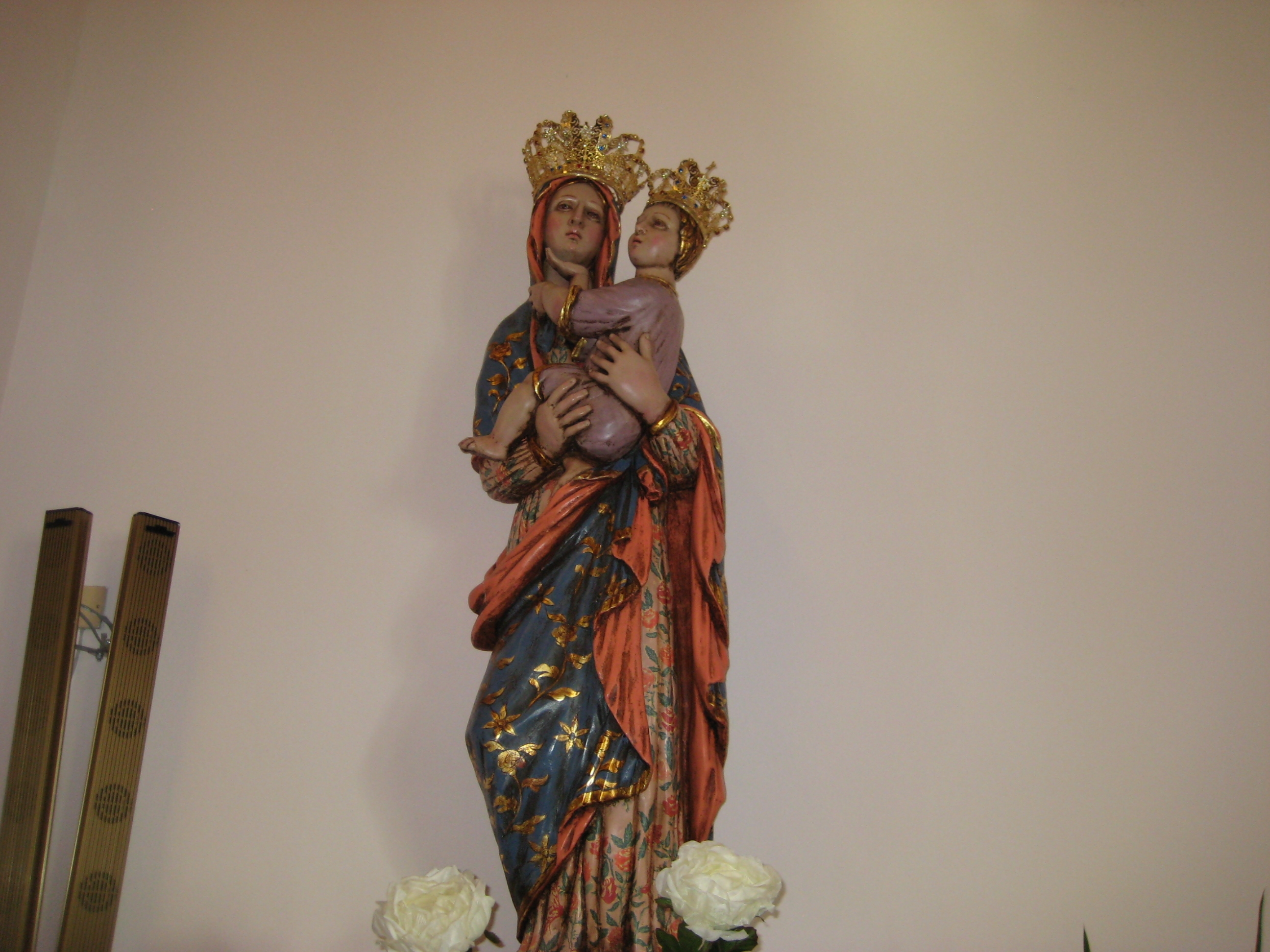
Pattada, Sardegna